# Pencey Prep

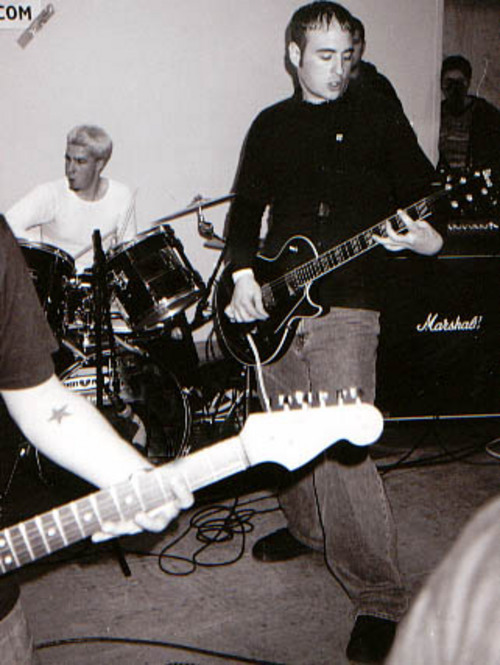

Pencey Prep var ett amerikanskt band som spelade en mix av punk, emo och indierock till 2001 då de splittrades. Namnet har bandet tagit från boken The Catcher in the Rye, i vilken huvudpersonen Holden flyr från skolan med just det namnet. Bandet bestod av bland annat frontmannen och gitarristen Frank Iero, som nu även spelar i bandet My Chemical Romance, men också Shaun Simon (keyboard), Tim Hagevik (trummor) och John "Hambone" McGuire (bas). Frank och John spelar fortfarande tillsammans i bandet Leathermouth.
Pencey Preps första och enda skiva släpptes 2001 och heter Heartbreak in Stereo.
Frank gick på en konsert med My Chemical Romance och blev ett stort fan av dem, och efter att även medlemmarna ur My Chem sett Pencey Prep spela beslutade de sig för att ha med Frank i bandet, som extra dynamit. Frank fick spela med sina idoler, och Pencey Prep fick lov att splittras.